# 13일의 금요일 (시리즈)
《13일의 금요일》(영어: Friday the 13th)은 미국의 공포 미디어 프랜차이즈이다. 총 12편의 슬래셔 영화, 텔레비전 드라마, 소설, 만화, 비디오 게임, 그리고 기타 상품들로 구성됐다.
캠프 크리스털 호수에서 관리인의 부주의로 익사했다는 전설로 전해지는 가상의 악당 제이슨 보히스가 시리즈 주연으로 등장한다. 제이슨은 호수 주위에서 불시에 나타나 연쇄살인을 저지르는 것이 특징이며, 모든 영화에서 제이슨이 살인범 본인이거나 어떤 계기로 살인 사건에 연관된 것이 특징이다. 1980년에 개봉한 원작영화 《13일의 금요일》은 빅터 밀러가 각본을 쓰고 숀 S. 커닝햄이 감독제작을 담당했다. 시리즈의 전세계 누적 박스 오피스 성적은 미화 4억 6,800만 달러 이상이다.
영화 이외에 프랭크 맨쿠소 주니어가 제작한 텔레비전 드라마 《13일의 금요일: 더 시리즈》가 1987년부터 1990년까지 방송됐다. 그 외 영화에 기반한 소설이 출판됐고 다종의 비디오 게임들이 출시됐다.
《13일의 금요일》은 미국에서 대대로 평단의 미지근한 평가를 얻지만 대중의 인기를 끄는 프랜차이즈로 유명하다. 제이슨의 하키 마스크는 공포문학 및 대중문화에서 유명한 이미지로 자리매김했다.

## 영화
| 연도 | 제목                                    | 원제                                             |
| 1980 | 13일의 금요일 1                         | Friday the 13th                                  |
| 1981 | 13일의 금요일 2                         | Friday the 13th Part 2                           |
| 1982 | 13일의 금요일 3                         | Friday the 13th Part III                         |
| 1984 | 13일의 금요일 4                         | Friday the 13th: The Final Chapter               |
| 1985 | 13일의 금요일 5: 새로운 시작            | Friday the 13th: A New Beginning                 |
| 1986 | 13일의 금요일 6                         | Friday the 13th Part VI: Jason Lives             |
| 1988 | 13일의 금요일 7: 새로운 살인            | Friday the 13th Part VII: The New Blood          |
| 1989 | 13일의 금요일 8: 맨하탄에 나타난 제이슨 | Friday the 13th Part VIII: Jason Takes Manhattan |
| 1993 | 라스트 프라이데이                       | Jason Goes to Hell: The Final Friday             |
| 2001 | 제이슨 X                                | Jason X                                          |
| 2003 | 프레디 대 제이슨                        | Freddy vs. Jason                                 |
| 2009 | 13일의 금요일                           | Friday the 13th                                  |

## 비디오 게임
- 13일의 금요일: 더 게임 (2017)

## 다큐멘터리
- 제이슨이었던 이름의 남자: 13일의 금요일 30년 (2009, His Name Was Jason: 30 Years of Friday the 13th)